# 다마스쿠스 대학교

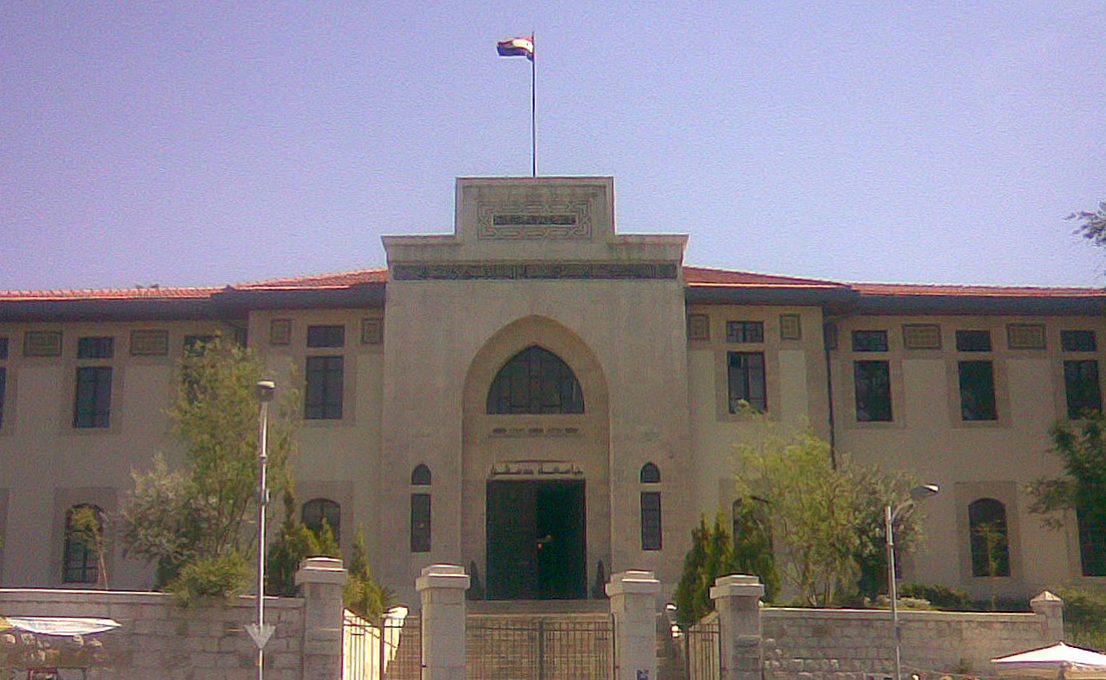
다마스쿠스 대학교

다마스쿠스 대학교(아랍어: جامعة دمشق)는 시리아 다마스쿠스에 위치한 대학교로, 시리아에서 최대 규모이다.

## 역사
1923년, 의과 대학 (1903년 설립)과 법 학교 (1913년 설립)를 통합하여 설치하였다. 1958년에는 원래 명칭이였던 시리아 대학교에서 알레포 대학교 설립 후 다마스쿠스 대학으로 개칭하였다.
아랍 세계 최대 규모의 외국인 아랍어 이수자를 위한 학교를 가지고 있다.